# Eupithecia elbursiata
Eupithecia elbursiata är en fjärilsart som beskrevs av Schütze 1960. Eupithecia elbursiata ingår i släktet Eupithecia och familjen mätare. Inga underarter finns listade i Catalogue of Life.